# Estany Rodó (södra Encamp)
Estany Rodó är en sjö i Andorra.   Den ligger i södra delen av parroquian Encamp, i den sydöstra delen av landet, 11 kilometer öster om huvudstaden Andorra la Vella. Estany Rodó ligger 2 480 meter över havet.
Trakten runt Estany Rodó består i huvudsak av gräsmarker.